# Triftstöckli
Triftstöckli är en bergstopp i Schweiz.   Den ligger i distriktet Interlaken-Oberhasli och kantonen Bern, i den centrala delen av landet, 80 km öster om huvudstaden Bern. Toppen på Triftstöckli är 3 035 meter över havet, eller 48 meter över den omgivande terrängen. Bredden vid basen är 0,09 km.
Terrängen runt Triftstöckli är huvudsakligen mycket bergig. Runt Triftstöckli är det mycket glesbefolkat, med 5 invånare per kvadratkilometer.. Närmaste större samhälle är Meiringen, 15,2 km nordväst om Triftstöckli. 
Trakten runt Triftstöckli är permanent täckt av is och snö.